# Four for Trane
Four for Trane è un album discografico del musicista jazz Archie Shepp pubblicato dalla Impulse! Records nel 1964. 
Quattro delle cinque tracce presenti sull'album sono reinterpretazioni di composizioni di John Coltrane, tre prese dal disco Giant Steps del 1960, riarrangiate da Shepp e da Roswell Rudd. Da qui il titolo dell'album Four for Trane traducibile in italiano come "Quattro per Trane" ("Trane" era il celebre soprannome di Coltrane).
Nelle note originali dell'album il brano Naima era erroneamente indicato con il titolo Niema a causa di un errore di stampa.

## Il disco

### Origine e storia
Primo disco di Shepp per l'etichetta Impulse!, gli fu accordato di incidere per l'etichetta solo dietro raccomandazione personale dell'amico John Coltrane, nonostante le perplessità del produttore Bob Thiele. Coltrane, che era da tempo ammiratore di Shepp come appartenente all'avanguardia jazzistica più estrema, accettò di segnalare il nome dell'artista a Thiele. Il produttore acconsentì all'ingaggio di Shepp, ma volle assicurarsi che, per il debutto discografico, il sassofonista incidesse solamente materiale già rodato composto da Coltrane. Shepp, a sua volta grande ammiratore di Coltrane, accettò ugualmente con entusiasmo. Favorevolmente colpito da quello che ascoltò in studio durante la lavorazione del disco, Thiele decise di lasciar incidere a Shepp anche un pezzo di sua composizione, Rufus, che finì sull'album.

### Registrazione
L'album venne registrato in una seduta tenutasi il 10 agosto 1964 presso lo studio di Rudy Van Gelder a Englewood Cliffs, New Jersey. Alle seduta di incisione parteciparono oltre a Shepp, Charles Moffett alla batteria, Roswell Rudd al trombone, Alan Shorter al flicorno, John Tchicai al sassofono alto, e Reggie Workman al contrabbasso. Soddisfatto del risultato, il produttore Bob Thiele telefonò allo stesso Coltrane, che arrivò in studio verso la fine della seduta per assistere all'esibizione del gruppo, e fu in quella occasione che il fotografo Chuck Stewart scattò la foto che ritrae Shepp seduto mentre fuma la pipa e Coltrane in piedi accanto a lui, che poi finì per costituire la copertina dell'album.

## Critica
L'autorevole The Penguin Guide to Jazz inserisce l'album nella lista dei dischi caldamente consigliati, la cosiddetta "Core Collection", definendolo: "Uno dei classici album jazz degli anni sessanta". Il critico di AllMusic Thom Jurek nella sua recensione del disco afferma che: "Four for Trane è veramente bello, originale, e un'opera durevole da parte di un musicista spesso sottovalutato".

## Tracce
Tutti i brani sono opera di John Coltrane, eccetto dove indicato.
1. Syeeda's Song Flute – 8:30
2. Mr. Syms – 7:41
3. Cousin Mary – 7:14
4. Naima – 7:09
5. Rufus (Swung His Face At Last To The Wind, Then His Neck Snapped) (Archie Shepp) – 6:24

## Musicisti
- Archie Shepp – sassofono tenore
- Charles Moffett – batteria
- Roswell Rudd – trombone
- Alan Shorter – flicorno
- John Tchicai – sassofono alto
- Reggie Workman – contrabbasso